# Krægeblomme
Krægeblomme er de små, blommeagtige stenfrugter af Kræge (Prunus domestica ssp. insititia), som er en underart af Blomme. Frugterne kan minde en del om Slåens frugter, men her er de større, stenen er aflang med spidse ender, og – ikke mindst – frugten smager godt.
Krægeblomme kan bruges, hvor man ellers ville bruge blommer: til syltetøj, henkogning og i desserter og kager.